# Владивостокская ТЭЦ-1
Владивостокская ТЭЦ-1 — тепловая электростанция (в настоящее время — водогрейная котельная) в городе Владивосток, Приморский край. Старейшая электростанция Дальнего Востока (введена в эксплуатацию в 1912 году). С 1975 года (за исключением периода 2008—2015 года) не имеет электрогенерирующего оборудования и вырабатывает только тепло. Входит в состав АО «Дальневосточная генерирующая компания» (входит в группу «РусГидро»), структурное подразделение "Приморские тепловые сети".

## Конструкция станции
По конструкции Владивостокская ТЭЦ-1 в настоящее время представляет собой котельную, вырабатывающую только тепловую энергию, установленная тепловая мощность — 350 Гкал/час. В качестве топлива используется природный газ сахалинских месторождений. Основное оборудование станции включает в себя два котлоагрегата КВГМ-100-150 и три котлоагрегата БКЗ-75-16М.

## История строительства и эксплуатации

На строительстве станции

Строительство первой во Владивостоке электростанции общего пользования (ВГЭС № 1) было одобрено городской Думой в октябре 1910 года. Строительство станции, которое вело владивостокское отделение русского общества «Всеобщая компания электричества», было начато 5 марта 1911 года, а уже 18 февраля 1912 года электростанция начала вырабатывать электроэнергию. Изначально на ней были установлены два водотрубных паровых котла системы «Бабкок-Вилькокс» и два турбогенератора, мощность станции составляла 1350 кВт, в качестве топлива использовался уголь. В 1912 году станция обеспечивала электроэнергией 1785 потребителей, 1200 уличных фонарей. Нагрузка увеличивалась, в связи с чем в 1913 году установили новый котёл и обсуждали планы дальнейшего расширения станции, чему помешало начало Первой мировой войны.
В 1922 году оборудование станции отремонтировали и модернизировали, её мощность увеличилась до 2775 кВт. Активный рост потребления привел к необходимости модернизации станции с дальнейшим значительным увеличением её мощности. В 1927—1928 годах были смонтрованы два котла «Фицнер и Гемпер» и турбогенератор фирмы «Шкода» мощностью 2000 кВт, станция достигла мощности 4850 кВт. После реконструкции 1932 года мощность ВГЭС № 1 составила 8 МВт, оборудование станции включало установлены 3 котла «Бобкок-Вилькокс», 2 турбогенератора «Белис-Морском» мощностью по 3 МВт и один турбоагрегат «Шкода» мощностью 2 МВт. В 1933 году в результате установке еще одного турбогенератора типа «ОК-30» мощность станции возросла до 11 МВт. В 1932 году на острове Русский была построена электростанция «КЭТ» мощностью 6 МВт, которая была соединена с ВГЭС № 1 кабелем напряжением 22 кВ, проложенным по дну бухты Золотой Рог, что позволило обеспечить параллельную работу обеих станций.
В 1936 году станция была переименована во Владивостокскую государственную районную электростанцию (ВГРЭС № 1). В 1958 году на станции был создан теплофикационный участок, а в 1960 году она была переведена в режим работы теплоэлектроцентрали и переименована во Владивостокскую ТЭЦ-1. В 1967—1968 годах были введены в эксплуатацию три котла БКЗ-75-16М, что позволило значительно увеличить тепловую мощность. В 1975 году производство электроэнергии на Владивостокской ТЭЦ-1 было прекращено, станция переведена в режим котельной. В 1983—1984 годах котлы станции были переведены на сжигание мазута (вместо угля), что позволило улучшить экологическую ситуацию.
В 1996 и 2002 годах, учитывая дальнейший рост тепловой нагрузки, на Владивостокской ТЭЦ-1 были смонтированы котлы КВГМ-100-150. В 2008 году на площадке станции были установлены две мобильные газотурбинные установки (МГТЭС) MobilePac общей мощностью 45 МВт, в результате Владивостокская ТЭЦ-1 вновь стала вырабатывать электроэнергию. В 2015 году газотурбинные установки были демонтированы и переброшены в Крым. В 2010—2012 годах оборудование станции было переведено с мазута на природный газ.
В 1965 году базе теплофикационного участка станции было создано предприятие Тепловых сетей «Дальэнерго», а в 1972 году Владивостокская ТЭЦ-1 вошла в него в полном объёме. Впоследствии станция вошла в состав ОАО «Дальэнерго», а затем, в результате реформы электроэнергетики, в 2007 году стала частью АО «Дальневосточная генерирующая компания». Станция обеспечивает теплоснабжение Фрунзенского района Владивостока.